# Altopiano Malta
L'altopiano Malta è un altopiano completamente ricoperto dai ghiacci situato nella parte nord-occidentale della Dipendenza di Ross, nell'Antartide orientale. In particolare, l'altopiano si trova nell'entroterra della costa di Borchgrevink, nella parte sud-occidentale dei monti della Vittoria, e si estende per circa 46 km in direzione nord-sud, per una larghezza massima di 25 km in direzione est-ovest. I confini dell'altopiano, la cui altezza varia tra i 2400 e i 2900 m s.l.m., raggiunti da un picco nella parte meridionale della formazione, e che ha una forma piuttosto irregolare, sono segnati a ovest dai ghiacciai Osuga e Seafarer, a est dai ghiacciai Gruendler e Hand, a sud ghiacciaio Mariner e a nord dal ghiacciaio Trafalgar. Dai versanti dell'altopiano partono diversi ghiacciai che poi si uniscono ai già menzionati Seafarer, Mariner e Trafalgar, come il ghiacciaio Wilhelm, che si dirige verso ovest, il Trainer, che si dirige verso nord, e il Line, che va verso ovest.
L'altopiano ha un'origine vulcanica e fa parte della provincia vulcanica Melbourne, una delle tre province vulcaniche del gruppo vulcanico McMurdo.

## Storia
L'altopiano Malta è stato così battezzato dai membri della spedizione di ricognizione antartica neozelandese svolta nel periodo 1957-58 in onore dell'isola di Malta, in associazione con i monti della Vittoria.